# Metamorfismo

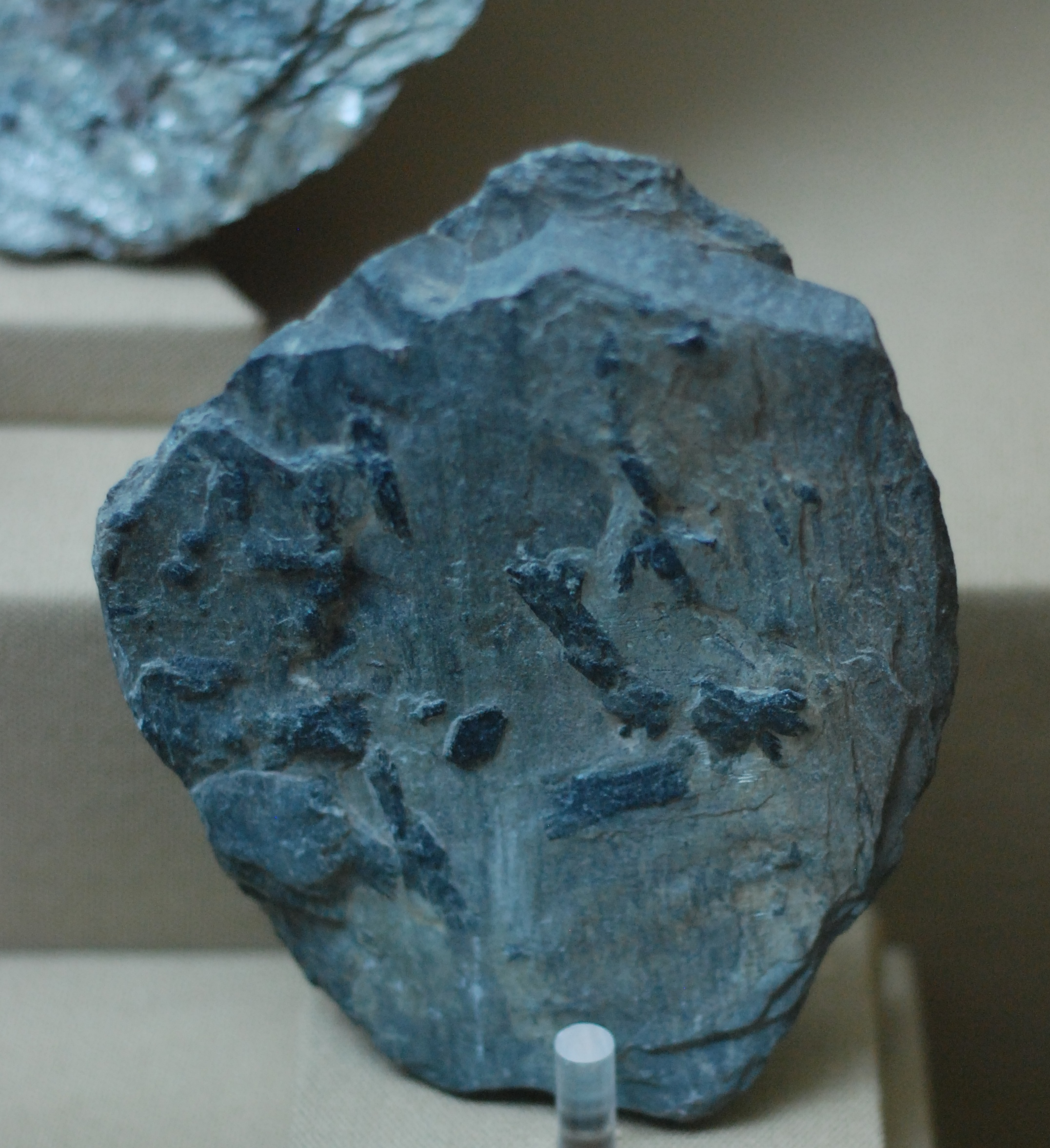
Esquisto con fenocristales de estaurolita, procedente de Sierra de Famatina, La Rioja (Argentina).

Se denomina metamorfismo —del griego μετά (meta, 'cambio') y μορφή (morph, 'forma')— a la transformación, en estado sólido, de la estructura o la composición mineral o química de una roca cuando queda sometida a condiciones de temperatura o presión distintas de las que la originaron o cuando recibe una inyección de fluidos químicamente activos. Al cambiar las condiciones físicas, el material rocoso pasa a encontrarse alejado del equilibrio termodinámico y tenderá, en cuanto obtenga energía para realizar la transición, a evolucionar hacia un estado distinto, en equilibrio con las nuevas condiciones. Se llaman metamórficas a las rocas que resultan de esa transformación.  Entre los factores que afectan el metamorfismo están:
- La estructura (fábrica o textura) y composición de la roca original.
- La presión y la temperatura en la que evoluciona el sistema.
- La presencia de fluidos.
- El tiempo.

Se excluyen del concepto de metamorfismo los cambios diagenéticos que les ocurren a los sedimentos y a las rocas sedimentarias a menores temperaturas y presiones, aunque es muy difícil establecer el límite entre la diagénesis y el metamorfismo. En el extremo contrario, si se llega a producir la fusión formándose un magma, la roca que resulte no será metamórfica, sino magmática. A veces las condiciones dan lugar a una fusión solo parcial y el resultado es una roca mixta, una migmatita, con partes derivadas de la cristalización del fundido y partes estrictamente metamórficas.
Se distingue entre un metamorfismo progresivo, que ocurre cuando la roca queda sometida a presiones y temperaturas más altas que las de origen, y un metamorfismo regresivo (o retrógrado), cuando la roca pasa a condiciones de menor energía que cuando se originaron.

## Agentes del metamorfismo

Diagrama de presión-temperatura del metamorfismo

Los agentes que intervienen en el metamorfismo son el calor, la presión, la presencia de fluidos, la composición mineralógica de la roca que se va a ver afectada y el tiempo:
- El calor puede proceder del contacto con un magma en migración, de la fricción entre placas tectónicas o del peso asociado a un enterramiento profundo, el cual produce compactación por recristalización que disipa energía en forma de calor. Aunque principalmente proviene del gradiente geotérmico.
- La presión puede ser vertical y derivar del enterramiento, o tener otra dirección y deberse a la convergencia de placas o a la acción de fallas.
- Los fluidos circulantes derivan de la diferenciación de magmas ascendentes, de procesos de deshidratación que ocurren durante las reacciones metamórficas, o son disoluciones acuosas alimentadas desde la superficie, pero calentadas en regiones profundas. Aunque la composición se basa en el agua, sustancias disueltas en ella desempeñan un papel fundamental en la transformación química de las rocas.
- La composición inicial de la roca es importante. Una arenisca con gran cantidad de cuarzo sujeta a condiciones altas de presión y temperatura se convertirá en una cuarcita; pero si la roca inicial es una caliza, se convertirá en un mármol. También la composición mineralógica delimita los límites del metamorfismo, particularmente en la anatexia, en el sentido de que las distintas fases minerales poseen distintos puntos de fusión.
- El tiempo es un factor importante, ya que hay procesos metamórficos que requieren por ejemplo de reacciones con deuterio por lo que la velocidad de estas reacciones es muy pequeña.

## Tipos de metamorfismo
Existen varios tipos de metamorfismo debido a la diversidad de causas que lo producen. Una clasificación genética (por el origen) del metamorfismo distingue entre metamorfismo de contacto (debido al calor que transmite a una roca un cuerpo intrusivo); metamorfismo dinámico o cataclástico, debido a presiones direccionales por la acción de fallas, y metamorfismo regional, la forma más importante, donde se produce una transformación extensa y profunda por la acción simultánea de temperaturas y presiones altas, como ocurre en bordes de placa convergentes. Hay además un metamorfismo hidrotermal, debido a la penetración de fluidos calientes y químicamente activos, y un metamorfismo de choque, un fenómeno localizado que se produce por el impacto de meteoritos y cometas contra la superficie rocosa del planeta. Existen otros tipos de metamorfismo menos frecuentes, como el metamorfismo de rayos o el metamorfismo de incendio.

### Metamorfismo de contacto

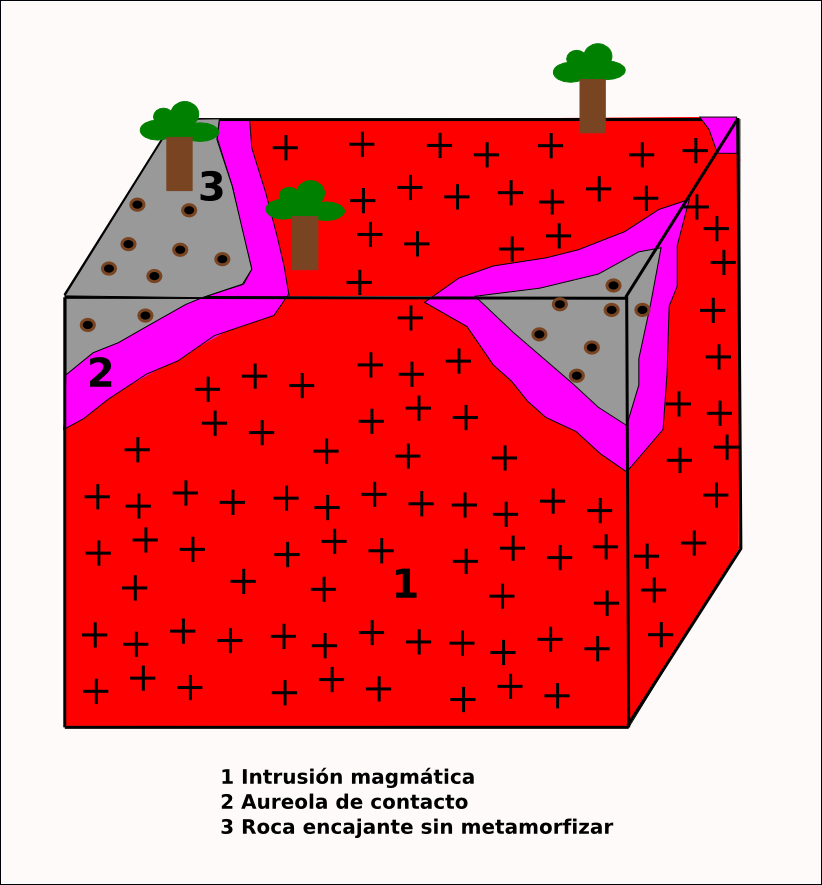
Diagrama en el que se muestra un plutón (1) con la roca encajante que no ha sufrido metamorfismo (3) y la aureola de contacto (2).

También conocido como metamorfismo térmico, ocurre cuando la transformación de las rocas se debe principalmente a las altas temperaturas a las que se ven sometidas. Esto se da cuando un magma intruye un cuerpo rocoso, y las altas temperaturas metamorfizan las rocas encajantes, formando una aureola de contacto. Esta aureola se dispone alrededor del cuerpo intrusivo, siendo el metamorfismo de mayor grado cuanto más cerca nos encontramos del plutón. Las rocas que forman la aureola se denominan corneanas, y se caracterizan por ser de grano fino con textura idioblástica o hipidioblástica (es decir, con cristales bien formados o parcialmente formados).
El tamaño de la aureola depende de unos factores que controlan la transferencia de calor desde el plutón hasta la roca encajante. Estos factores son los siguientes:
- Temperatura y tamaño de la intrusión.
- La conductividad térmica de la roca encajante, que va a controlar la tasa a la que el calor se va transferir por conducción.
- La temperatura inicial de la roca encajante.
- El calor latente de cristalización del magma.
- El calor de las reacciones metamórficas.
- La cantidad de agua y la permeabilidad de la roca encajante, ya que la presencia de agua puede provocar que el calor se transmita por convección.

### Metamorfismo regional

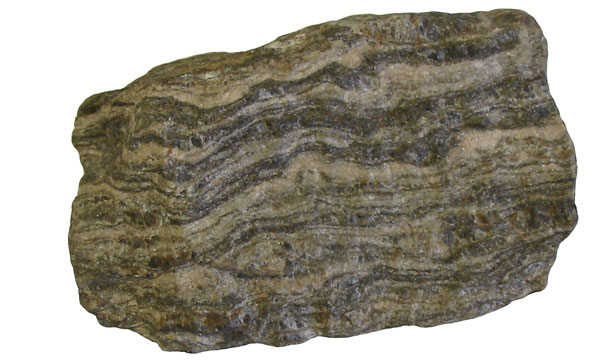
El gneis es la roca más común generada por metamorfismo regional.

Se produce por el efecto simultáneo de un aumento de la presión y de la temperatura durante largos períodos de tiempo en grandes áreas de la corteza terrestre con gran actividad tectónica, como los límites de las placas litosféricas. También influyen la presencia de fluidos en las rocas que se van a metamorfizar, y las tensiones originadas por el movimiento de las placas tectónicas. Las condiciones en las que se produce el metamorfismo regional abarcan un rango de presiones de entre 2 kbar y 10 kbar y un rango de temperaturas de entre 200 °C y 750 °C.
Normalmente el crecimiento de los cristales durante el metamorfismo regional está acompañado de una deformación originada por causas tectónicas. Esto provoca que muchas rocas sometidas a este tipo de metamorfismo presenten foliación, es decir, que sus minerales constituyentes se orientan según la dirección de las presiones dirigidas que sufren. Según el grado de foliación, se distinguen tres tipos de rocas:
- Pizarras: Se forman cuando el metamorfismo es de grado bajo.
- Esquistos: Se forman cuando el metamorfismo es de grado medio.
- Gneises: Se forman cuando el metamorfismo es de grado alto.

Solamente las rocas que contienen micas desarrollan foliación, por lo que las cuarcitas, los mármoles y las anfibolitas carecen de ella.
Dentro del metamorfismo regional se distinguen tres zonas que se diferencian entre sí por las condiciones de presión y temperatura:
- Región de baja temperatura y alta presión: Estás regiones se localizan en las zonas de subducción.
- Región de alta temperatura y alta presión: En los núcleos de los orógenos, donde la profundidad de enterramiento es muy grande, y abundan las intrusiones de andesita.
- Región de baja temperatura y baja presión: En zonas más superficiales de los orógenos.

### Metamorfismo dinámico

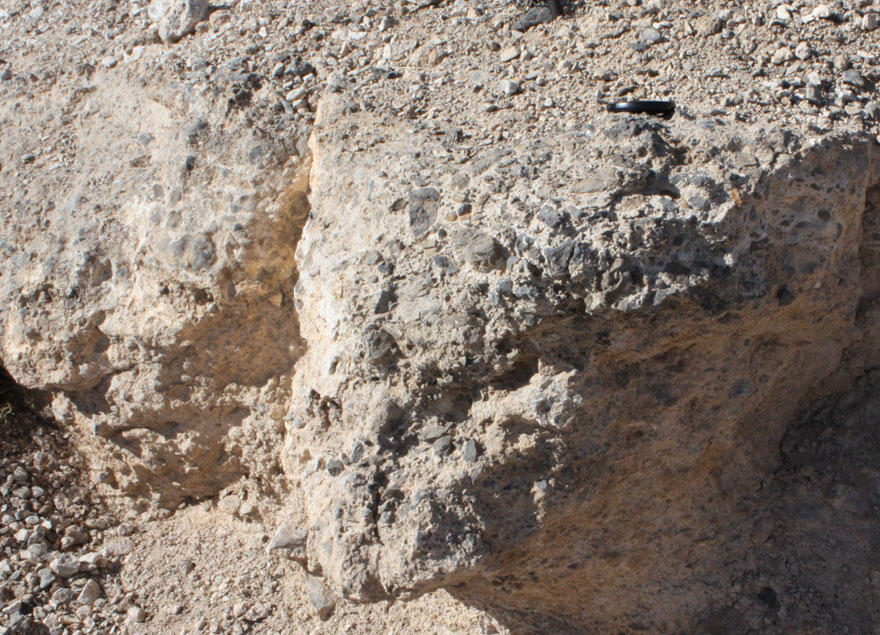
Brecha de falla localizada en el Área de conservación nacional Red Rock Canyon, Nevada (Estados Unidos).

El factor dominante en el metamorfismo dinámico (o dinamometamorfismo) es la presión direccional, provocada por el movimiento entre bloques o placas que genera la acción de las fallas. Las rocas que se generan en este proceso se llaman brechas de falla o cataclastitas, y se caracterizan por la presencia de cantos englobados por una matriz, generados por trituración (cataclasis). Si la cataclasis es muy intensa, la deformación es dúctil en vez de frágil, formándose una milonita, que se caracteriza por ser una roca dura cuyos granos preexistentes fueron deformados y recristalizados. La forma en que se va a ver afectada la roca va a depender de los siguientes factores:
- Granulometría, tipo de roca y composición.
- Densidad, porosidad y permeabilidad.
- Si la roca presenta bandeados, esquistosidad...
- Tasa de deformación impuesta.
- Composición y presión de los fluidos presentes.
- Orientación de la red cristalina.

### Metamorfismo de enterramiento

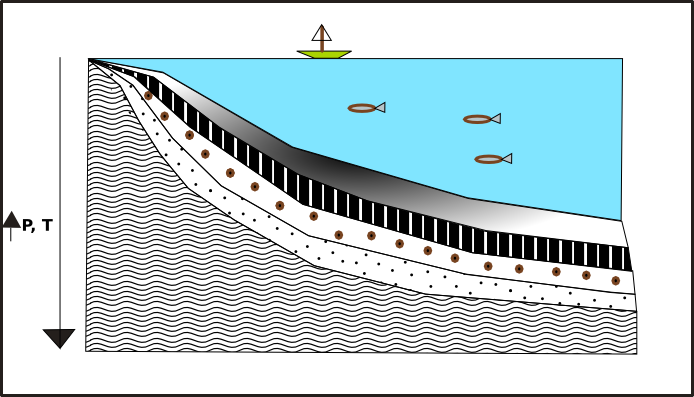
Esquema de una cuenca sedimentaria con un gran espesor de sedimentos. En las zonas más profundas se produce un metamorfismo de enterramiento.

Se produce debido al aumento de temperatura y presión que sufren los sedimentos a 10.000-12.000 metros de profundidad en la corteza terrestre. La temperatura y la presión aumentan según los siguientes gradientes:
- Presión → 3,5 kbar por cada 10 km de profundidad.
- Temperatura → 20-30 °C por cada kilómetro de profundidad.

Esto implica que en las cuencas en las que el espesor de sedimentos es elevado se pueden superar los 300 °C en profundidad. Las rocas que sufren este metamorfismo suelen carecer de foliación, la transformación mineralógica es incompleta y preservan gran parte de sus rasgos originales.

### Metamorfismo hidrotermal y metasomatismo
Se produce cuando hay una interacción  entre las rocas y agua caliente químicamente activa.
Es un metamorfismo asociado a la presencia de fluidos calientes que contienen gran cantidad de iones disueltos. Si debido a la interacción de la roca con los fluidos hay sustracción o adición de compuestos químicos, se denomina metasomatismo. Aunque se produzcan cambios en la composición química de las rocas, se mantiene constante el volumen molar, tratándose de un proceso isocórico. Un ejemplo de reacción química que se produce en los procesos de metasomatismo es la transformación del olivino en serpentina si hay presencia de agua:
{\displaystyle 5Mg_{2}SiO_{4}(olivino)\ +\ H_{2}O\rightarrow \ 2Mg_{3}Si_{2}O_{5}(OH)_{4}(serpentina)\ +\ (4MgO\ +\ SiO_{2})}

### Metamorfismo de choque o de impacto

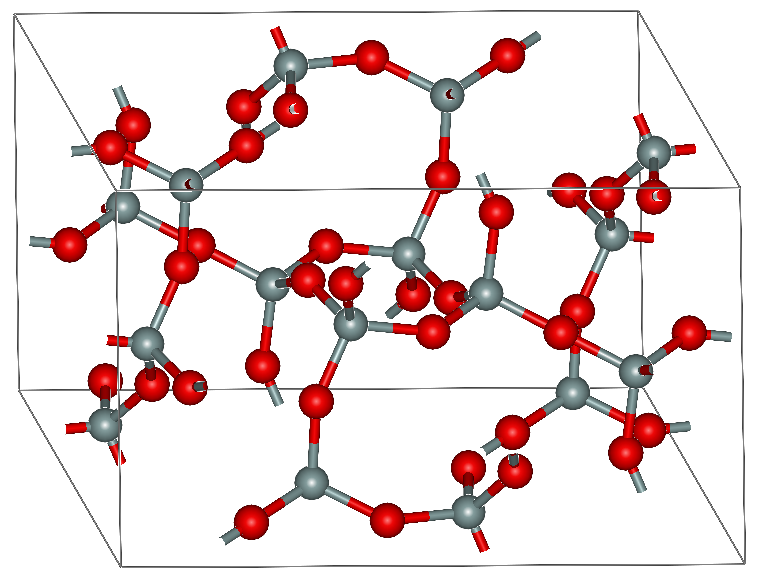
Red cristalina de la coesita, un mineral derivado del cuarzo, que se forma cuando las condiciones de presión son muy altas, como en los impactos meteoríticos. Los átomos rojos son oxígeno, y los grises silicio.

También llamado metamorfismo de impacto, ocurre por el efecto de ondas de choque producidas por impactos meteoríticos, explosiones nucleares o ensayos de laboratorio. En este tipo de metamorfismo se alcanzan presiones de hasta 1000 kbar. Se han reconocido cinco fases correspondientes a distintas intensidades: 0, Ia, Ib, II y III. En las fases 0, Ia y Ib, el cuarzo presenta rasgos planares (PFs), PDFs, y mosaicismo, más abundantes en fases más altas. En las fases II y III se empiezan a formar polimorfos de alta presión de la sílice (coesita y stishovita). Otros minerales característicos de estas fases de metamorfismo de choque son la ringwoodita, la jadeíta, la majorita y la lonsdaleíta.
A escala macroscópica, uno de los rasgos más característicos es la presencia de brechas. Estas brechas de impacto proceden del material expulsado por el meteorito al caer (eyecta), o del fondo del cráter. También es frecuente la presencia de conos astillados, que son fracturas cónicas que se forman con presiones de entre 20 y 200 kbar, y cuyos ápices suelen apuntar hacia la fuente de las ondas de choque.

## Grado de metamorfismo y facies metamórficas

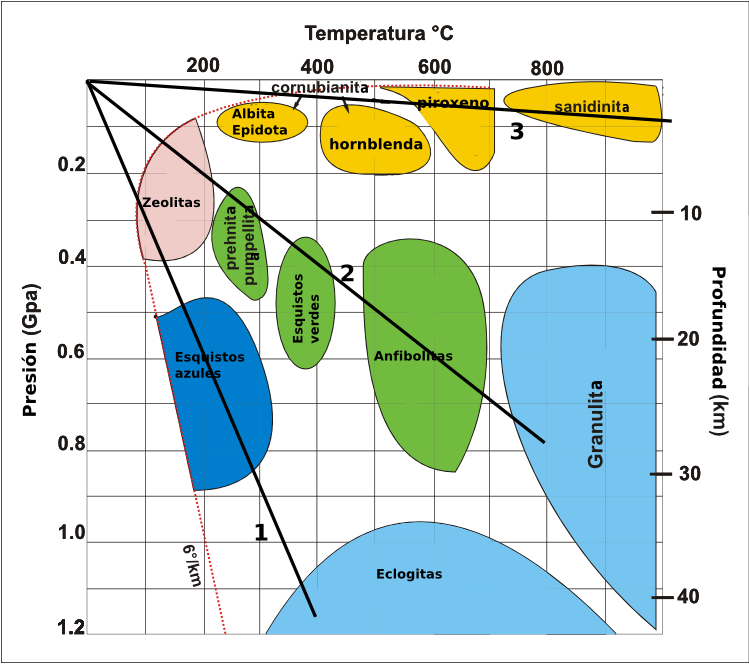
Diagrama en el que se relacionan las facies metamórficas con condiciones de presión, profundidad y temperatura. La línea 3 corresponde a un gradiente geotérmico elevado, en el que se produce un gran aumento de la temperatura a poca profundidad. Ocurre lo opuesto en la línea 1.

Esquema de un proceso metamórfico, en el que una roca cambia la mineralogía al pasar de facies de anfibolitas a facies de esquistos verdes. gt=granate, hbl=hornblenda, plag=plagioclasa, chl=clorita, act=actinolita y ep=epidota. Hay dos minerales en la roca que no participan en el proceso (cuarzo y feldespato potásico, por ejemplo).

El grado de metamorfismo es un indicativo de las condiciones de presión y temperatura reinantes cuando se forma una roca metamórfica. Si aumenta la presión y la temperatura, también aumenta el grado de metamorfismo (metamorfismo progresivo o prógrado), y si disminuye, lo denominanos metamorfismo regresivo o retrogrado. El metamorfismo de bajo grado se produce en un intervalo de temperatura de 200 °C a 320 °C y a una presión relativamente baja, y se caracteriza por la presencia de minerales hidratados. El metamorfismo de alto grado se produce a mayores presiones y temperaturas, siendo característica la pérdida de agua de estos minerales. A la superficie donde el grado de metamorfismo es similar, y que separa rocas con distinta composición mineral originada por distintos grados de metamorfismo se denomina isograda.
Se denominan facies metamórficas a los conjuntos de rocas que presentan una repartición mineral idéntica para una composición química global idéntica. Los cambios en la mineralogía de una roca metamórfica se deben a variaciones de la presión y de la temperatura, por lo que el reconocimiento de los minerales nos va a dar una indicación de la presión y temperatura reinante en el momento de la formación de la roca. Las facies metamórficas se pueden también correlacionar con el gradiente geotérmico presente cuando la roca se metamórfico. Las facies se definen para cambios mayores en rocas de composición basáltica. Es posible hacer subdivisiones de las facies, tanto para rocas basálticas como para otros tipos, pero es poco práctico al complicar mucho el esquema de facies. Las diez facies metamórficas son (en negrita, los minerales diagnósticos):
| Facies                                | Asociación mineral | Relación presión/temperatura |
| Facies de zeolitas                    | Zeolitas, como la heulandita o la laumontita                                                                                                | Media                        |
| Facies de sub-esquistos verdes        | Prehnita + pumpellyíta, prehnita + actinolita, pumpellyita + actinolita                                                                     | Media                        |
| Facies de esquistos verdes            | Actinolita + albita + clorita + epidota + cuarzo                                                                                            | Media                        |
| Facies de anfibolita con epidota      | Hornblenda + albita + epidota ± clorita ± granate                                                                                           | Media                        |
| Facies de anfibolitas                 | Hornblenda + plagioclasa | Media                        |
| Facies de granulitas                  | Clinopiroxeno augítico + ortopiroxeno + plagioclasa ± granate ± pargasita ± cuarzo                                                          | Media                        |
| Facies de esquistos azules            | Glaucofana + albita + clorita ± granate ± actinolita ± paragonita ± fengita ± onfacita                                                      | Alta                         |
| Facies de eclogitas                   | Onfacita + granate ± lawsonita ± glaucofana ± barroisita ± epidota ± distena                                                                | Alta                         |
| Facies de corneanas de albita-epidota | Actinolita + albita + clorita + epidota + cuarzo                                                                                            | Baja                         |
| Facies de corneanas hornbléndicas     | Hornblenda + plagioclasa ± anfíboles de Fe-Mg ± clinopiróxeno diopsídico + cuarzo                                                           | Baja                         |
| Facies de corneanas piroxénicas       | Clinopiroxeno augítico + ortopiroxeno + plagioclasa + olivino o cuarzo                                                                      | Baja                         |
| Facies de sanidinitas                 | Clinopiroxeno augítico + ortopiroxeno + plagioclasa + olivino con variedades de muy alta temperatura como pigeonita y labradorita rica en K | Baja                         |

## Historia

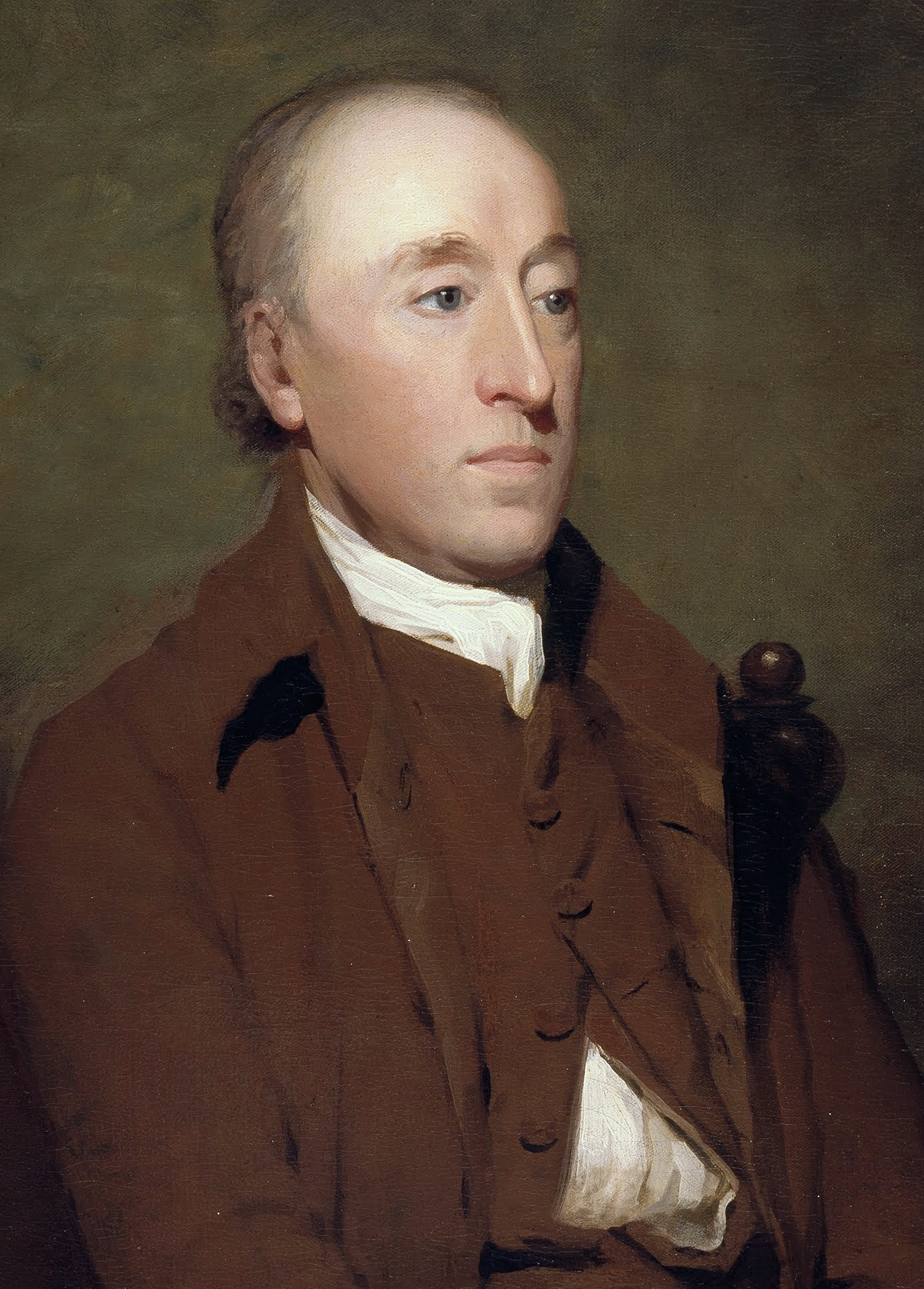
James Hutton (1726-1797), geólogo escocés padre del uniformismo.

El geólogo James Hutton fue el primero que trató sobre el concepto del metamorfismo en su libro Theory of the Earth, en 1795. Él concebía, como defensor del uniformismo, que la parte superficial de la Tierra era como una gran "máquina recicladora", donde las rocas ni se creaban ni se destruían, sino que un tipo de roca se acababa transformando en otro, y así sucesivamente. A esta corriente de pensamiento se oponían los defensores del neptunismo, como Georges-Louis Leclerc de Buffon, que consideraban que cada tipo de roca se había formado durante una "época", estando la historia de la Tierra dividida en varias "épocas".
El primer geólogo en usar el término "roca metamórfica" para referirse a aquellas rocas afectadas por un magma fue Charles Lyell en el tercer volumen de su obra Principios de geología, publicado en 1833. A finales del siglo XIX, George Barrow se dio cuenta de que ciertos minerales eran bastante abundantes en ciertos tipos de rocas metamórficas. Eso le permitió definir el grado de metamorfismo, que permitía conocer la magnitud de las condiciones de presión y temperatura que sufrían las rocas en función de los cambios en su mineralogía. En 1920, Pentti Elias Eskola desarrolló el concepto de facies metamórficas, al observar que para ciertos intervalos de temperatura y presión las asociaciones de minerales eran iguales, y que al variar aquellas, estas también variaban. Propuso cinco facies metamórficas para definir cinco condiciones de presión y temperatura, y en 1939 añadió tres más.
Loring Coes, Jr. había sintetizado coesita en el laboratorio en 1953,  y no se había hallado nunca en la naturaleza hasta que en 1960 Edward C. T. Chao, Eugene Shoemaker y B. M. Madsen descubrieron coesita en la arenisca Coconino en el cráter Barringer (Arizona). Después de este trabajo se empezaron a descubrir nuevos marcadores que servían para identificar metamorfismo de choque, y, a su vez, cráteres de impacto.